# Breda 61
Il Breda 61 è un trattore d'artiglieria semicingolato italiano entrato in servizio durante la seconda guerra mondiale.

## Storia
Le industrie italiane non si erano mai interessate ai semicingolati tranne che per alcuni prototipi come l'Alfa Romeo CSEM 800RE, così allo scoppio della seconda guerra mondiale ci si rivolse all'alleato tedesco. Nel 1941 il Sd.Kfz. 7 fu valutato presso il Centro Studi della Motorizzazione e l'anno successivo la Krauss-Maffei concesse la licenza di produzione per il treno di rotolamento ed i cingoli alla Società Italiana Ernesto Breda per Costruzioni Meccaniche ed alla Fiat, che ne derivava il Fiat 727, che sarebbe dovuto entrare in servizio nel 1944. Dei 500 Breda 61 ordinati dal Regio Esercito, solo il prototipo fece in tempo ad essere consegnato prima dell'armistizio. I tedeschi, che occupavano l'Italia settentrionale, commissionarono 300 esemplari, dei quali 199 consegnati nel 1944.

## Tecnica
Si tratta di un trattore d'artiglieria medio per il traino di pezzi da 8 tonnellate. Come il Sd.Kfz. 7, è basato su due ruote direttrici anteriori e sulla cingolatura posteriore ovviamente motrice. Il treno di rotolamento è costituito da 7 ruote parzialmente sovrapposte, di cui 4 singole e 3 doppie, più ruota motrice anteriore. Invece dell'originale HL62/64 della Maybach, il trattore italiano monta un motore a benzina Breda T14 a 6 cilindri da 6191 cm³ con carburatore Solex 40 IFF II, che aziona, oltre alla ruota motrice, un verricello posteriore da 3,5 tonnellate. La cabina, completamente aperta, aveva l'equipaggio disposto su 3 file di sedili, per un totale di 12 posti, compreso il conducente, a destra a differenza dell'originale tedesco. Sugli schienali dei sedili rastrelliere permettono di fissare le armi dell'equipaggio, mentre posteriormente un'ampia cofanatura permette lo stivaggio dei proiettili del pezzo trainato.